# Momodou E. Njie
Momodou E. Njie, häufig Pa Njie genannt (* 20. Jahrhundert; † 3. Februar 2020), war ein gambischer Imam und Diplomat.

## Leben
Njie wurde als Sohn von Alhaji Ebou Njie aus Daru Medina und Ajaratou Sey aus Banjul geboren. Er wuchs in Banjul auf und ging er auf die Muhammadan School und die Crab Island School. Njie sprach fließend Englisch und Arabisch, studierte in Syrien, wo er an der Fakultät für Literatur der Universität Damaskus graduierte. Nach seiner Rückkehr nach Gambia 1981 (nach anderer Quelle 1980) trat er in den Dienst des gambischen Außenministeriums ein. Er diente in Missionen in Dakar, Dschidda, Riad und Doha. Er begann seinen Dienst in Saudi-Arabien, in der Botschaft Gambias in Saudi-Arabien, er wurde zunächst zum zweiten Sekretär, dann zum ersten Sekretär und schließlich zum Konsul der Botschaft ernannt. Von 1992 bis 1995 war Njie Konsul an der gambischen Botschaft in Dakar. Er kehrte in der Botschaft als Konsul und dann als Leiter der Kanzlei nach Saudi-Arabien zurück. Er wurde 1998 zum ersten Generalkonsul in Dschidda, Saudi-Arabien, ernannt. Im Jahr 2000 wurde er zum Botschafter Gambias in Katar und den Golfstaaten bis 2002 ernannt.
Später verließ den aktiven Dienst im Rang eines Botschafters und war seit dem im Komitee der Pipeline Mosque, der Hauptmoschee in Serekunda, als Imam prominent vertreten.
Im Juli 2016 wurde er vom Präsidenten Yahya Jammeh zum Botschafter Gambias in Sengal ernannt. Während der Gambische Verfassungskrise 2016–2017 gehörte Njie zu den etwa elf Botschaftern, die eine gemeinsame Erklärung abgaben, in der Präsident Jammeh aufgefordert wurde, das Ergebnis der Präsidentschaftswahl vom 1. Dezember zu respektieren und die Macht ordnungsgemäß und friedlich an den gewählten Präsidenten Adama Barrow zu übergeben. Darauf widerruft Jammeh die Ernennung Njies als Botschafter in Senegal am 27. Dezember 2016. Nach dem Regierungswechsel setzte Barrow die elf Botschafter, darunter Njie, wieder ein.
Er verstarb im Februar 2020 und wurde am selben Tag noch bestattet. Er war verheiratet und hinterließ vier Kinder.